# Titres des villes allemandes pendant le troisième Reich

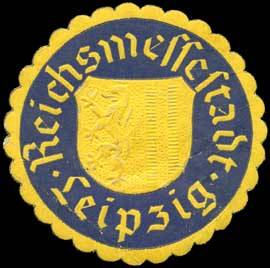
Tampon «Leipzig, ville des foires du Reich»

Plusieurs villes du Reich allemand obtiennent pendant la période nazie un titre honorifique, qui peut renvoyer au rôle particulier joué par la ville dans l'ascension du nazisme comme à l'importance historique de la ville. Certains titres sont officieux, d'autres approuvés par Hitler lui-même. 

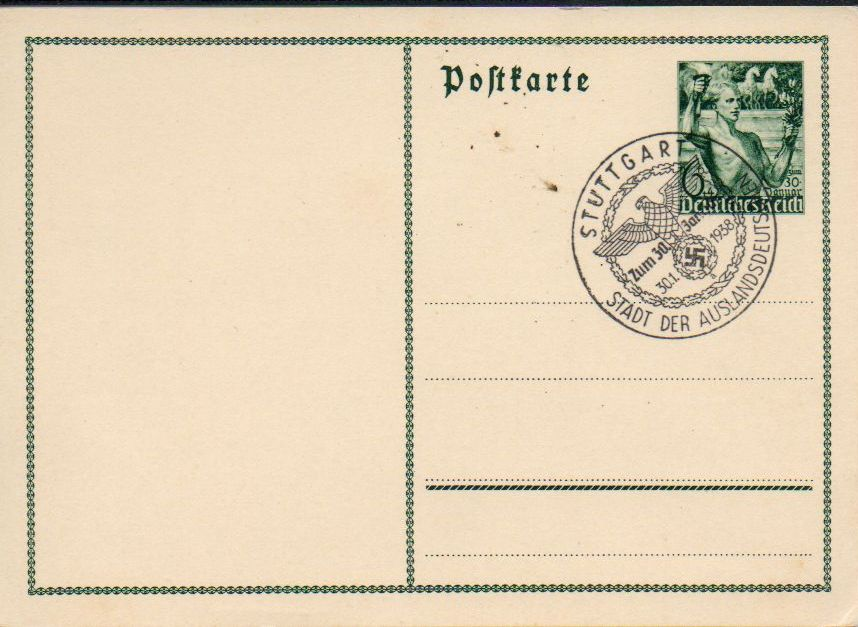
Cachet postal « Stuttgart, ville des Allemands de l'étranger », 1938

## Principes

### Ordonnance des communes de 1935
L'ordonnance des communes de 1935 autorise dans son paragraphe 9 les communes à adjoindre « une qualité particulière » à leur nom, qualité qui ne doit pas nécessairement faire référence au nazisme.
« (1) Les villes sont des communes qui portent un titre en vertu de l'ancien droit. Les communes peuvent porter d'autres titres, reposant sur leur histoire, leur qualité particulière ou l'importance de la commune. (2) Le gouverneur du Reich peut conférer ou modifier les titres après audition des communes.
– Ordonnance allemande des communes, § 9 »

### Titres conférés par des responsables nazis
Il n'est pas rare qu'Hitler lui-même confère un titre particulier à une ville : en raison du Führerprinzip en vigueur dans l'Allemagne nazie, la volonté du Führer a force de loi. Hitler donne ainsi à Munich le titre de « Hauptstadt der Bewegung », soit capitale du mouvement, le 8 août 1935 lors d'une discussion avec le maire de la ville, Fiehler, mais la proclamation officielle n'a lieu que le 7 juillet 1936. La ville de Francfort sur le Main obtient d'Hitler l'autorisation de porter le titre de « Stadt des Deutschen Handwerks », ville de l'artisanat allemand, en juin 1935, juste avant le jour des artisans du Reich, mais le titre n'est officiellement proclamé qu'en novembre 1936, avec le « Quatrième avis sur le port de titres particuliers par les communes ».

## Titres et appellations

### Titres conférés officiellement
| Ville     | Titre                             | Date            | Proclamation      | Remarques |
| --------- | --------------------------------- | --------------- | ----------------- | --------- |
| Francfort | Ville de l'artisanat allemand     | Juin 1935       | 11 novembre 1936  |           |
| Goslar    | Ville des paysans du Reich        |                 | 8 octobre 1936    | [ 7 ]     |
| Graz      | Ville du soulèvement populaire    | 25 juillet 1938 |                   | [ 8 ]     |
| Leipzig   | Ville des foires du Reich         |                 | 20 décembre 1937  | [ 10 ]    |
| Munich    | Capitale de l'art allemand        | 1933            |                   |           |
| Munich    | Capitale du mouvement             | 8 août 1935     | 7 juillet 1936    |           |
| Nuremberg | Ville des sessions du parti       |                 | 7 juillet 1936    | [ 11 ]    |
| Stuttgart | Ville des Allemands de l'étranger |                 | 11 septembre 1936 | [ 13 ]    |

### Titres portés avec l'accord d'Hitler
| Ville  | Titre                                                                        | depuis       | Remarques |
| ------ | ---------------------------------------------------------------------------- | ------------ | --- |
| Coburg | Première ville nationale-socialiste d'Allemagne                              | 23 juin 1939 | Appellation confirmée par un télégramme d'Hitler                                                                                                 |
| Linz   | d'abord : Ville de la jeunesse du Führer; Ville de la patrie du Führer       |              | |
| Linz   | et enfin : Ville de la fondation du grand Reich allemand; Filleule du Führer | 1938         | Lorsque Hitler stationne quelques jours à Linz, en 1938 et juste après l'Anschluss et l'annexion de l'Autriche, il promet de parrainer la ville. |

### Autres titres honorifiques
L'arrondissement de Berlin Friedrichshain est renommé « Ville de Horst-Wessel » en 1933.
| Ville                     | Titre                                | depuis       | Remarques                                                   |
| ------------------------- | ------------------------------------ | ------------ | ----------------------------------------------------------- |
| Berlin-Friedrichshain     | Ville de Horst-Wessel                | 1933         |                                                             |
| Brunswick                 | La ville de la cité allemande        |              | titre auto-proclamé                                         |
| Brême                     | Ville des colonies                   |              | Le titre officiel de Brême est celui de «ville hanséatique» |
| Innsbruck                 | Ville des alpinistes allemands       | 31 mars 1938 | [ 18 ]                                                      |
| Landsberg am Lech         | Ville de la jeunesse                 | 1937         | [ 19 ]                                                      |
| Neumarkt in der Oberpfalz | Ville Dietrich Eckart                |              | voir aussi Dietrich Eckart                                  |
| Salzburg                  | Ville de la recherche sur le vivant  | 1940         | Sans doute pas un titre officiel                            |
| Salzgitter                | Ville des entreprises Hermann Göring |              | [ 21 ]                                                      |
| Soest                     | Ville du Moyen Âge allemand          |              | Pas de sources d'une appellation officielle.                |